# Казимир Альхимович
Казимир Альхимович (пол. Kazimierz Alchimowicz, біл. Казімір Альхімовіч; 20 грудня 1840, Дубрава, Лідського повіту, тепер Щучинський район — 31 грудня 1916, Варшава) — польський художник родом з Литви.

## Біографія
Народився в шляхетській сім'ї. Казимир Альхимович — старший брат Гіацинта Альхимовича.
Закінчив Вільнюську гімназію, де отримав також і початкову художню освіту. На художнє становлення Казимира Альхимовича великий вплив зробила творчість відомого вільнюського художника Канута Русецького. Разом з братом брав участь у повстанні 1863—1864 років за що був засланий на Урал. Повернувся в 1869 році після амністії, навчався в художній школі В. Герсана у Варшаві, у 1873—1875 роках продовжив навчання живопису в Академії мистецтв у Мюнхені. В 1876—1877 роках мешкав у Франції, виставляє свої картини у паризьких салонах. З 1877 року живе переважно у Варшаві. Для творчості Казимира Альхимовича характерна переважно історична та міфологічна тематика.

## Творчість

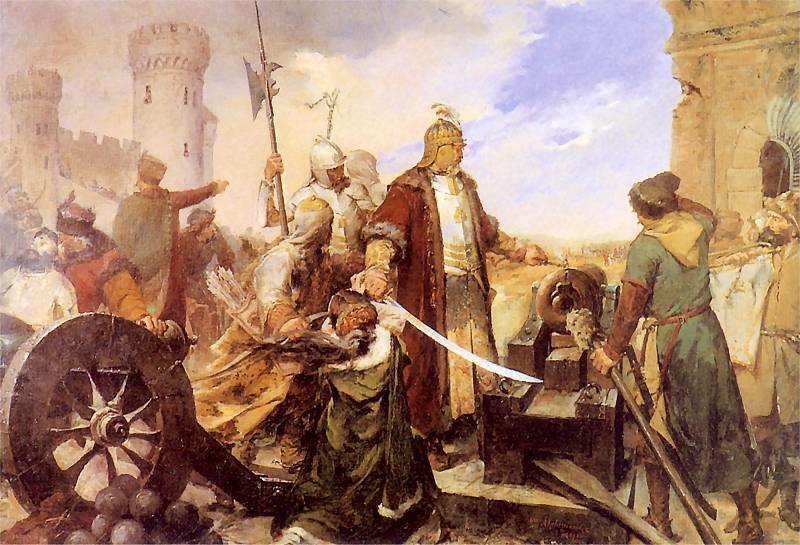
«Оборона Ольштина»

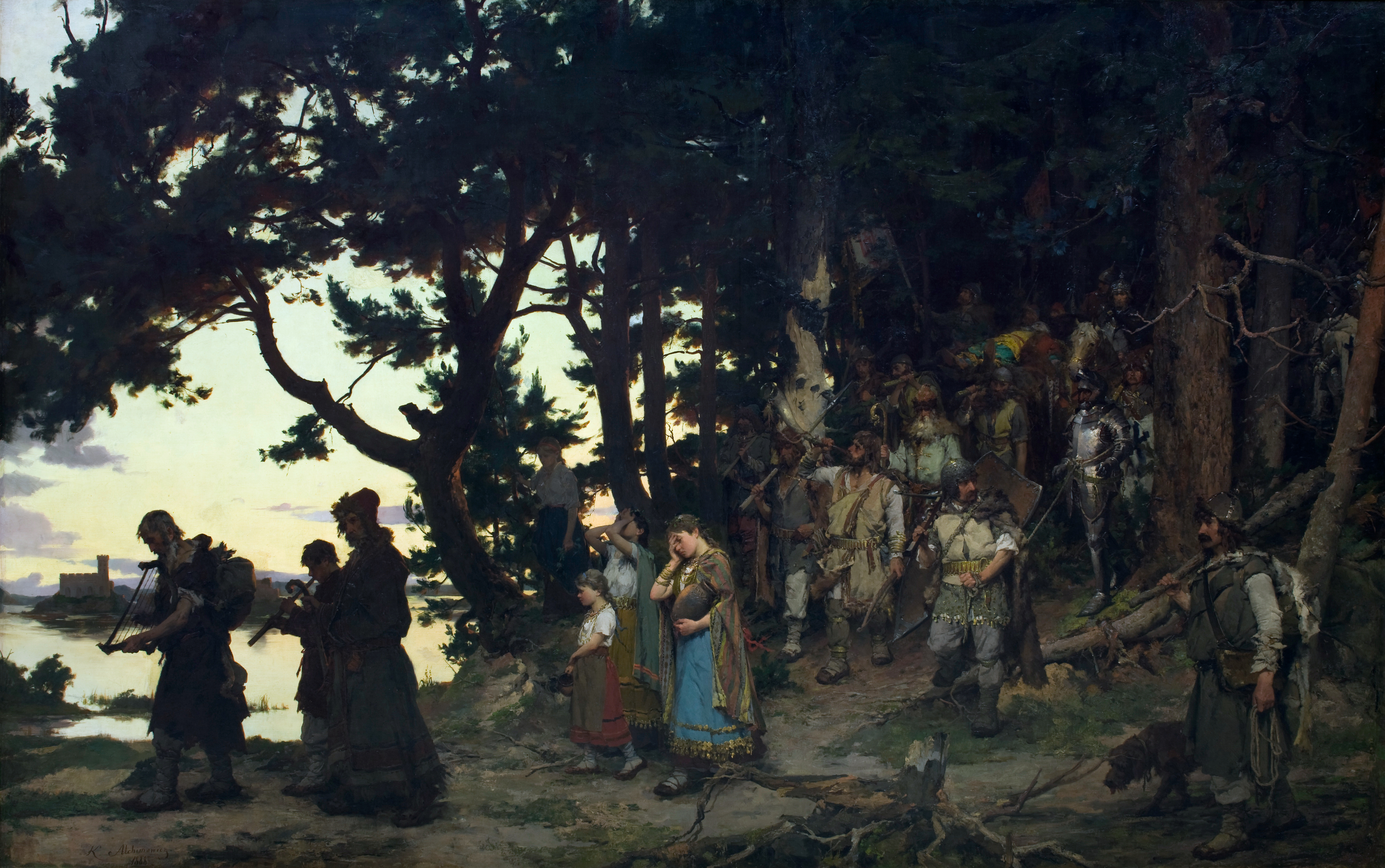
«Поховання Гедиміна» (1888)

Творчість Казимира Альхимовича пов'язана з мистецьким житям Польщі та Білорусі. Казимир Альхимович вважається одним з останніх художників романтизму. Він малював картини історичної та міфологічної тематики, пейзажі Литви та Татрів, релігійні картини, жанрові сценки. З 1880 року брав участь в європейських та всесвітніх виставках. Виставлявся у Варшаві, Мюнхені, Одесі, Кракові, Відні.
Створив картини на теми білоруської, польської та литовської історії: «Поховання Гедиміна», «Після битви», «Лідейка з дочкою на руїнах церкви Перуна», «Оборона Ольштина» (1883), «Смерть Глинського у В'язниці» (близько 1884). Його полотно «Поховання Гедиміна» (1888) двічі отримувало нагороди. В творах створених під впливом сибірського заслання звучить протест проти царського самодержавства: «Смерть у вигнані», «Поховання на Уралі» (близько 1890), «На етапі» (1884) та інші. У картинах на побутові теми зображена праця хлопців, їх важка доля: «Жнива» (1869), «Найм робітників» (1893), «Хата парубка», «У поті чола» та інші.
Крім живопису Казимир Альхимович захоплювався розписом порцеляни та фаянсу, а також роботою з деревиною. Велика кількість робот Казимира Альхимовича зберігається у Народному музеї в Варшаві. Казимир Альхимович відомий і як ілюстратор творів Ю. Славацького та Адама Міцкевича.